# Edward Herbert, 1:e baron Herbert av Cherbury
Edward Herbert, 1:e baron Herbert av Cherbury, född den 3 mars 1583 i Eyton-on-Severn, död den 20 augusti 1648 i London, var en engelsk filosof. Han var son till Richard Herbert, lord av Cherbury och bror till George Herbert.
Herbert studerade i Oxford, reste 1608 till Paris, där han gjorde bekantskap med Hugo Grotius, och tjänade som frivillig under prins Morits av Oranien i Nederländerna 1614-15. 1619-24 var han engelsk ambassadör vid franska hovet. 1629 erhöll han av Karl I pärsvärdighet tillsammans med titeln baron Herbert av Cherbury. I striden mellan konungen och parlamentet stod han först på hovets sida och övergick sedan till parlamentet, men spelade ingen framstående roll. 
Som tänkare har Herbert sin egentliga betydelse därigenom, att han är grundläggare till den så kallade engelska deismen. Den av Bacon uppställda allmänna fordran, att man i vetenskapliga sammanhang inte får räkna med något, som ej klart inses och grundas på verkliga skäl, tillämpades av Herbert på det religiösa området så, att han, oberoende av varje genom uppenbarelse eller över huvud på historisk väg tillkommet religiöst föreställningssätt, sökte utveckla en så kallad naturlig religionslära, ett strävande, som på det rättsliga området motsvaras av den vid samma tid framträdande så kallade naturrätten. 
Religionen, lärde Herbert, är ursprungligen grundad i människans instinkt, den är ett naturanlag hos henne och just det, varigenom hon skiljer sig från djuren. Den naturliga religionen, vars grundtankar är gemensamma för alla religioner och därför innehåller det för religionen i det hela väsentliga, sammanfattas av Herbert till sitt huvudsakligaste innehåll i följande fem satser: 1) det finns en Gud; 2) vi är skyldiga honom vördnad; 3) vi visar denna genom dygd och fromhet samt 4) genom ånger över våra synder; 5) Gud är i detta livet och det kommande dygdens belönare och lastens straffare. 
Herbert har sin särskilda historiska märkvärdighet därigenom, att han bildar begynnelsen till nyare tiders fritänkeri. De viktigaste av hans filosofiska skrifter är: De veritate prout distinguitur a revelatione, a verisimili, a possibili et a falso (1624; 4:e uppl. 1656), De causis errorum och De religione gentilium (1645). Efter hans död utkom The life and raigne of king Henry VIII (1649), mer lovtal än historia, samt en självbiografi, The life of Edward Lord Herbert of Cherbury. Written by himself, utgiven av Horace Walpole (1770; 3:e upplagan 1904).